# Dendropemon acutifolius
Dendropemon acutifolius är en tvåhjärtbladig växtart som beskrevs av Ignatz Urban. Dendropemon acutifolius ingår i släktet Dendropemon och familjen Loranthaceae. Inga underarter finns listade i Catalogue of Life.